# خانواده (مجموعه تلویزیونی)
خانواده (به ترکی استانبولی: Aile) مجموعهٔ تلویزیونی در ژانر درام ساخت ترکیه و محصول آی یاپیم است که اولین قسمت آن در ۷ مارس ۲۰۲۳ به کارگردانی احمد کاتیکیز و گوکچن اوستا و نویسندگی هاکان بونومو و علی کوبانبای پخش شد. نقش‌های اصلی مجموعهٔ تلویزیونی کیوانچ تاتلیتوغ و سرنای ساریکایا هستند.

## خلاصهٔ داستان
خانواده داستان اصلان (کیوانچ تاتلیتوغ) مرد جوانی است که رهبر خانواده مافیا سویکان است و یک کلوپ شبانه را اداره می‌کند. از سوی دیگر، دوین (سرنای ساریکایا)، روان‌شناس جوان و موفقی است. اصلان و دوین در پرواز به استانبول یکدیگر را ملاقات می‌کنند.

## بازیگران و شخصیت‌ها
- کیوانچ تاتلیتوغ در نقش اصلان سویکان، رهبر خانواده سویکان.
- سرنای ساریکایا در نقش دوین آکین یک روان‌شناس و همسرش است که با اصلان در ارتباط بوده‌است.
- نجات ایشلر در نقش جهان سویکان، برادر بزرگ‌تر اصلان.
- جانان ارگودر در نقش لیلا سوکان سایجی،[۲] خواهر بزرگتر اصلان.
- نور سورر در نقش هولیا سویکان،[۳] مادر اصلان.
- لونت اولگن در نقش ابراهیم سویکان،[۴] عموی اصلان.
- İpek Tenolcay - Neşe، مادر تولد دیوین.
- امل گوکسو در نقش سهر سویکان،[۵] مادربزرگ اصلان.
- Esma Yeşim Gül - Ezgi,[۶] بهترین دوست دوین.
- عبدالرحمن یونس‌اوغلو در نقش تورگوت، مرد اصلان.
- علی ساواشچی در نقش اسکاتلندی، مرد اصلان.
- Umutcan Ütebay در نقش Ekrem (Eko)، مرد اصلان.
- Yüsra Geyik در نقش یاغمور آکین، خواهر معتاد به مواد مخدر و مشکل‌دار دوین.
- اوزان گوزل در نقش آرگون آکین، پدر مشکل دوین و یاغمور.
- ایپک چیچک در نقش سیلان سویکان، خواهر اصلان.
- Defne Piriçci در نقش زینپ، دختر لیلا.
- Ali Buğra Bıyıkçı در نقش کایا، پسر لیلا.
- گونکا یاکوت در نقش نامادری دوین.
- Ege Yordanlı - Can، برادر ناتنی دوین.
- موسی اوزونلار در نقش ایلیا کوروزاده، پدر سرهات.
- Rüçhan Çalışkur در نقش Kıymet Koruzade، مادر ایلیا.
- Selin Şekerci در نقش Serap Koruzade، دختر ایلیا و وکیل دوین.
- آیدا آکسل در نقش ندرت سویکان، عمه اصلان.
- آلپر چانکایا در نقش بدری، پسر عموی اصلان.
- مال کیلیک
- نورجان ارن

### شخصیت‌های تمام شده
- مرت دنیزمن - Tolga Sayıcı توسط جهان سویکان از یک کارگاه ساختمانی پرت می‌شود و در آنجا می‌میرد. (۱–۱۵)
- Ecem Simge Yurdatapan - آیسل در حمله بمب به شدت مجروح می‌شود و در بیمارستان جان خود را از دست می‌دهد. (۱–۱۲)
- اوسهان چاکیر در نقش آتیلا اوزیلماز (آتی) توسط اصلان کتک می‌خورد. (۱–۱۰)
- Anıl İlter - Serhat Koruzade خواهر دیوین را به شدت مجروح کرد و در نتیجه او توسط اکرم با چوب به قتل رسید. (۷–۸)

## به تعویق انداختن
تاریخ پخش اولین قسمت این مجموعهٔ تلویزیونی ۱۴ فوریه ۲۰۲۳ اعلام شده بود که به دلیل زمین لرزه قهرمان مرعش در سال ۲۰۲۳ به تعویق افتاد.

## قسمت‌ها

### فصل ۱ (۲۰۲۳)
| قسمت                         | کارگردان     | نمایشنامه نویس | تاریخ انتشار  | رتبه‌بندی {{سخ}} (جمع) | سفارش {{سخ}} (جمع) | رتبه‌بندی {{سخ}} (اتحادیه اروپا) | سفارش {{سخ}} (اتحادیه اروپا) | رتبه‌بندی {{سخ}} (ABC1) | سفارش {{سخ}} (ABC1) |
| ---------------------------- | ------------ | -------------- | ------------- | --------------------- | ------------------ | ------------------------------- | ---------------------------- | ---------------------- | ------------------- |
| یکی قسمت                     | احمد کاتیکیز | هاکان بونومو   | ۷ مارس ۲۰۲۳   | ۵٫۸۹                  | ۲.                 | ۸٫۳۱                            | یکی                          | ۸٫۸۲                   | یکی                 |
| ۲. قسمت                      | احمد کاتیکیز | هاکان بونومو   | ۱۴ مارس ۲۰۲۳  | ۵٫۲۷                  | ۴.                 | ۸٫۱۶                            | یکی                          | ۸٬۱۲                   | یکی                 |
| ۳. قسمت                      | احمد کاتیکیز | هاکان بونومو   | ۲۱ مارس ۲۰۲۳  | ۵٫۱۳                  | ۳.                 | ۸٫۱۸                            | یکی                          | ۷٫۹۶                   | یکی                 |
| ۴. قسمت                      | احمد کاتیکیز | هاکان بونومو   | ۲۸ مارس ۲۰۲۳  | ۵٫۸۲                  | ۲.                 | ۹٫۱۵                            | ۲.                           | ۸٫۸۷                   | ۲.                  |
| ۵. قسمت                      | احمد کاتیکیز | هاکان بونومو   | ۴ آوریل ۲۰۲۳  | ۵٫۵۳                  | یکی                | ۹٫۱۶                            | یکی                          | ۹٬۱۱                   | یکی                 |
| ۶. قسمت                      | احمد کاتیکیز | هاکان بونومو   | ۱۱ آوریل ۲۰۲۳ | ۴٫۳۲                  | ۵.                 | ۸٫۹۷                            | یکی                          | ۷٫۵۶                   | یکی                 |
| ۷. قسمت                      | احمد کاتیکیز | هاکان بونومو   | ۱۸ آوریل ۲۰۲۳ | ۴٫۱۶                  | ۲.                 | ۶٫۸۳                            | یکی                          | ۶٫۶۰                   | یکی                 |
| ۸. قسمت                      | احمد کاتیکیز | هاکان بونومو   | ۲۵ آوریل ۲۰۲۳ | ۴٫۷۹                  | ۳.                 | ۸٫۷۴                            | یکی                          | ۸٫۰۴                   | یکی                 |
| ۹. قسمت                      | احمد کاتیکیز | هاکان بونومو   | ۲ مه ۲۰۲۳     | ۴٫۵۱                  | ۳.                 | ۸٫۳۷                            | یکی                          | ۷٫۹۷                   | یکی                 |
| ۱۰. قسمت                     | احمد کاتیکیز | هاکان بونومو   | ۹ مه ۲۰۲۳     | ۴٫۶۲                  | ۴.                 | ۷٫۷۱                            | یکی                          | ۷٫۶۰                   | یکی                 |
| یازدهم قسمت                  | احمد کاتیکیز | هاکان بونومو   | ۱۶ مه ۲۰۲۳    | ۳٫۶۶                  | ۶.                 | ۶٫۶۸                            | ۲.                           | ۶٬۱۰                   | ۲.                  |
| ۱۲. قسمت                     | احمد کاتیکیز | هاکان بونومو   | ۲۳ مه ۲۰۲۳    | ۴٫۲۹                  | ۴.                 | ۷٫۶۲                            | یکی                          | ۷٫۰۶                   | یکی                 |
| ۱۳. قسمت {{سخ}} (فصل پایانی) | احمد کاتیکیز | هاکان بونومو   | ۳۰ مه ۲۰۲۳    | ۴٫۰۱                  | ۳.                 | ۷٫۱۸                            | یکی                          | ۶٫۷۰                   | یکی                 |

### فصل ۲ (-۲۰۲۳)
| قسمت     | کارگردان                         | نمایشنامه نویس                   | تاریخ انتشار  | رتبه‌بندی {{سخ}} (جمع) | سفارش {{سخ}} (جمع) | رتبه‌بندی {{سخ}} (اتحادیه اروپا) | سفارش {{سخ}} (اتحادیه اروپا) | رتبه‌بندی {{سخ}} (ABC1) | سفارش {{سخ}} (ABC1) |
| -------- | -------------------------------- | -------------------------------- | ------------- | --------------------- | ------------------ | ------------------------------- | ---------------------------- | ---------------------- | ------------------- |
| ۱۴. قسمت | احمد کاتیکیز، {{سخ}} گوکچن اوستا | هاکان بونومو {{سخ}} علی کوبانبای | ۳ اکتبر ۲۰۲۳  | ۲٫۴۶                  | ۱۶.                | ۳٫۸۵                            | ۵.                           | ۴٫۱۴                   | ۵.                  |
| ۱۵. قسمت | احمد کاتیکیز، {{سخ}} گوکچن اوستا | هاکان بونومو {{سخ}} علی کوبانبای | ۱۰ اکتبر ۲۰۲۳ | ۲٫۷۵                  | ۱۴.                | ۴٫۹۶                            | ۲.                           | ۴٫۷۸                   | ۳.                  |
| ۱۶. قسمت | احمد کاتیکیز، {{سخ}} گوکچن اوستا | هاکان بونومو {{سخ}} علی کوبانبای | ۱۷ اکتبر ۲۰۲۳ | ۲٫۸۵                  | ۱۴.                | ۴٫۲۰                            | ۳.                           | ۴٫۶۴                   | ۴.                  |
| ۱۷. قسمت | احمد کاتیکیز، {{سخ}} گوکچن اوستا | هاکان بونومو {{سخ}} علی کوبانبای | ۲۴ اکتبر ۲۰۲۳ | ۲٫۹۰                  | ۱۴.                | ۵٫۰۹                            | ۳.                           | ۴٫۷۹                   | ۴.                  |
| ۱۸. قسمت |                                  |                                  | ۳۱ اکتبر ۲۰۲۳ |                       |                    |                                 |                              |                        |                     |

## آهنگ‌ها
| شماره | نام                                      | مدت |
| ----- | ---------------------------------------- | --- |
| ۱.    | «Aile Jenerik Müziği - Toygar Işıklı»    | nil |
| ۲.    | «Çocuklar gibi (Sezen Aksu)»             | nil |
| ۳.    | «Dönüşü Yok (Zeki Dizdar)»               | nil |
| ۴.    | «Müsaadenizle Çocuklar (Barış Manço)»    | nil |
| ۵.    | «Yok (Sura İskenderli)»                  | nil |
| ۶.    | «Ben Neyim (Azer Bülbül)»                | nil |
| ۷.    | «Fidayda (Kubat)»                        | nil |
| ۸.    | «Misket (Oğuz Yılmaz)»                   | nil |
| ۹.    | «Kasap Havası (Hurşid Yeniğün ve Grubu)» | nil |
| ۱۰.   | «Yanımdasın (Zeki Dizdar)»               | nil |
| ۱۱.   | «Erik Dalı (Ferhat Altınel)»             | nil |
| ۱۲.   | «Tavukları Pişirmişem (Dilber Ay)»       | nil |
| ۱۳.   | «Sonsuzluk (Berk Can Aslan)»             | nil |
| ۱۴.   | «Ankara'nın Bağları (Coşkun Direk)»      | nil |
| ۱۵.   | «Adana'ya Gidek Mi (Doğan Nurlu)»        | nil |
| ۱۶.   | «Bu Biçim (Cem Karaca)»                  | nil |
| ۱۷.   | «Serseri (Teoman)»                       | nil |
| ۱۸.   | «Serserim Benim (Aşkın Nur Yengi)»       | nil |
| ۱۹.   | «Dünya Dönüyor (Nilüfer)»                | nil |
| ۲۰.   | «Küçüğüm (Sezen Aksu)»                   | nil |

## مرحله ساخت و ساز
جستجو برای بازیگران مجموعهٔ تلویزیونی از سال ۲۰۲۲ آغاز شد. فیلم‌برداری مجموعهٔ تلویزیونی در اکتبر ۲۰۲۲ به تعویق افتاد. تصویربرداری مجموعهٔ تلویزیونی در ازمیر و استانبول انجام می‌شود.

## توضیحات
1. ↑  عنوان اصلی این مجموعهٔ تلویزیونی Aile است این واژه در فارسی "عائله" تلفظ می‌شود که به معنی خانواده است. این مجموعهٔ تلویزیونی با عنوان آقازاده از شبکه ام‌بی‌سی پرشیا پخش می‌شود.